# Immanuel Kölle
Gottlieb Immanuel Kölle (* 26. Dezember 1875 Stetten im Remstal; † 13. April 1935 in Bremen) war ein deutscher Wasserbauingenieur und Strombaudirektor.

## Biografie
Kölle wuchs in Stetten im Remstal in Württemberg und in Zürich auf. Er studierte Ingenieurwissenschaften am Polytechnikum Zürich und schloss als Diplomingenieur ab. Danach war er zwei Jahre lang beim Bau des Simplontunnel in der Schweiz beschäftigt.
1900 kam er nach Bremen und wirkte in der Abteilung für Wasserbau bei der Baudeputation. Er wertete die Beobachtungen der Grundwasserstände in Bremen an der Weser aus. 1901 bearbeitete er die Pläne für das alte Weserwehr als Wasserkraftwerk und der Schleusenanlage, welche nach der Weserkorrektion erforderlich wurde. 1908 studierte er deshalb entsprechende Bauten in den USA und lernt die Konstruktion versenkbaren Sektorwehre kennen. Das alte Weserwehr entstand von 1906 bis 1911 in Bremen-Hastedt. Kölle und der Däne Christoffer Nyholm leiteten zunächst das Projekt gemeinsam bis Nyholm 1909 ausschied. 1909 wurde Kölle Abteilungsleiter mit der alleinigen Projektleitung. Wasserbauingenieur Ludwig Plate war ab 1908/09 Assistent bei Kölle und entwickelte das Prinzip der versenkbaren Tore weiter. Etwas später wurde sogar ein selbstständiges Wehrbauamt eingerichtet, dass bis 1913 unter der Leitung von Otto Franzius stand. Als dieser einen Ruf als Professor für Wasserbau an die TH Hannover erhielt, folgte Kölle ihm als Staatsbaurat im Amt. 1917 wurde das Wehrbauamt und das Wasserbauamt vereinigt und Kölle leitete die gemeinsame Dienststelle, welche die weitere Weserkorrektion – bis 1921 auch die der Unterweser im Bereich Bremen – durchführte.
1933 wurde er zum Strombaudirektor ernannt. Er leitete nun die Wasserstraßendirektion Bremen als Dienststelle des Reiches. Plate hingegen übernahm als Oberbaudirektor 1933 das bremische Strom- und Hafenbauamt.
Ehrungen
- Die Immanuel-Kölle-Straße in Bremen-Obervieland wurde 1968 nach ihm benannt.